# Polyandrocarpa sagamiensis
Polyandrocarpa sagamiensis är en sjöpungsart som beskrevs av Takasi Tokioka 1953. Polyandrocarpa sagamiensis ingår i släktet Polyandrocarpa och familjen Styelidae. Inga underarter finns listade i Catalogue of Life.